# Cờ thư tín
Cờ thư tín là hình thức thi đấu cờ vua trong đó các đấu thủ không gặp mặt trực tiếp mà thông báo nước đi của mình qua một hệ thống truyền tin. Các hệ thống truyền tin phổ biến là máy chủ cờ thư tín, thư điện tử hoặc (hiện nay đã ít phổ biến hơn) thư bưu điện.
So với thể thức thi đấu cờ vua thông thường, trong cờ thư tín, các ván cờ kéo dài hơn, trung bình là vài ngày, vài tuần (đối với hệ thống máy chủ hoặc thư điện tử) đến vài tháng / năm (đối với thư gửi qua bưu điện). Bù lại, các đấu thủ có thể cùng một lúc chơi nhiều ván cờ khác nhau. Do có thời gian suy nghĩ lâu hơn nên trong các ván cờ thư tín, các lỗi mà đấu thủ mắc phải cũng ít hơn.
Các giải đấu cờ thư tín quốc tế được tổ chức bởi Liên đoàn Cờ thư tín, chẳng hạn như Giải vộ đich thế giới, Thế vận hội đồng đội và Cúp ICCF, cùng nhiêu giải đấu khác. Tổ chức này phong các danh hiệu Kiện tướng quốc tế và Đại kiện tướng Cờ thư tín, tương đương với các danh hiệu của hình thức thi đấu cờ truyền thống do FIDE đảm nhiệm.

## Giải vộ địch cờ vua bưu chỉnh thế giổi
| #   | Năm       | Quán quân                                   | Quốc tịch            |
| --- | --------- | ------------------------------------------- | -------------------- |
| 01. | 1950-1953 | Cecil Purdy                                 | Úc                   |
| 02. | 1956-1959 | Viacheslav Ragozin                          | Liên Xô              |
| 03. | 1959-1962 | Alberic O'Kelly                             | Bỉ                   |
| 04. | 1962-1965 | Vladimir Zagorovsky                         | Liên Xô              |
| 05. | 1965-1968 | Hans Berliner                               | Hoa Kỳ               |
| 06. | 1968-1971 | Horst Rittner                               | Đông Đức             |
| 07. | 1972-1976 | Yakov Estrin                                | Liên Xô              |
| 08. | 1975-1980 | Jorn Sloth                                  | Đan Mạch             |
| 09. | 1977-1983 | Tonu Oim                                    | Liên Xô              |
| 10. | 1978-1984 | Vytas Palciauskas                           | Hoa Kỳ               |
| 12. | 1984-1991 | Gregory Sanakoev                            | Liên Xô              |
| 13. | 1989-1998 | Mikhail Umansky                             | Nga                  |
| 14. | 1994-2000 | Tonu Oim                                    | Estonia              |
| 15. | 1996-2002 | Gert Timmerman                              | Hà Lan               |
| 16. | 1999-2004 | Tunc Hamarat                                | Áo                   |
| 17. | 2002-2007 | Ivar Bern                                   | Na Uy                |
| 18. | 2003-2005 | Joop van Osterom                            | Hà Lan               |
| 19. | 2004-2007 | Christophe Leotard                          | Pháp                 |
| 20. | 2004-2011 | Pertti Lehikoinen                           | Phần Lan             |
| 21. | 2005-2008 | Joop van Osterom                            | Hà Lan               |
| 22. | 2007-2010 | Aleksandr Dronov                            | Nga                  |
| 23. | 2007-2010 | Ulrich Stephan                              | Đức                  |
| 24. | 2009-2011 | Marjan Semri                                | Slovenia             |
| 25. | 2009-2013 | Fabio Finocchiaro                           | Ý                    |
| 26. | 2010-2014 | Ron Langeveld                               | Hà Lan               |
| 27. | 2011-2014 | Aleksandr Dronov                            | Nga                  |
| 28. | 2013-2016 | Leonardo Ljubicic                           | Croatia              |
| 29. | 2015-2018 | Aleksandr Dronov                            | Nga                  |
| 30. | 2017-2019 | Àndrey Kochemasov                           | Nga                  |
| 31. | 2019-2022 | Fabian Stanach Christian Muck Ron Langeveld | Ba Lan · Áo · Hà Lan |
| 32. | 2020-2022 | Jon Edwards                                 | Hoa Kỳ               |

## Olympic cờ vua bưu chỉnh thế giổi
| #  | Năm        | Huy chương vàng | Huy chương bạc | Huy chương đồng       |
| -- | ---------- | --------------- | -------------- | --------------------- |
| 01 | 1949-1952  | Hungary         | Tiệp Khắc      | Thụy Điển             |
| 02 | 1952- 1955 | Tiệp Khắc       | Thụy Điển      | Đức                   |
| 03 | 1958-1961  | Liên Xô         | Hungary        | Nam Tư                |
| 04 | 1962-1964  | Liên Xô         | Đông Đức       | Thụy Điển             |
| 05 | 1965-1968  | Tiệp Khắc       | Liên Xô        | Tây Đức               |
| 06 | 1968-1972  | Liên Xô         | Tiệp Khắc      | Đông Đức              |
| 07 | 1972-1976  | Liên Xô         | Bulgaria       | Anh Quốc              |
| 08 | 1977-1982  | Liên Xô         | Hungary        | Anh Quốc              |
| 09 | 1982-1987  | Anh Quốc        | Tây Đức        | Liên Xô               |
| 10 | 1987-1995  | Liên Xô         | Anh            | Đông Đức              |
| 11 | 1992-1999  | Tiệp Khắc · Đức |                | Canada · Scotland     |
| 12 | 1998-2004  | Đức             | Litva          | Latvia                |
| 13 | 2004-2009  | Đức             | Cộng hòa Séc   | Ba Lan                |
| 14 | 2002-2006  | Đức             | Litva          | Hoa Kỳ                |
| 15 | 2006-2009  | Na Uy           | Đức            | Hà Lan                |
| 16 | 2010-2016  | Cộng hòa Séc    | Đức            | Pháp                  |
| 17 | 2009-2012  | Đức             | Tây Ban Nha    | Ý                     |
| 18 | 2012-2016  | Đức             | Slovenia       | Tây Ban Nha           |
| 19 | 2016-2021  | Bulgaria        | Đức            | Cộng hòa Séc · Ba Lan |
| 20 | 2016-2019  | Đức             | Nga            | Tây Ban Nha           |
| 21 | 2020-2023  | Đức             | Luxembourg     | Hoa Kỳ                |